# ایگور ناگایف
ایگور ناگایف (انگلیسی: Igor Nagayev؛ زادهٔ ۲۲ فوریهٔ ۱۹۶۶) قایقران کایاک، و قایقران کانو اهل اتحاد جماهیر شوروی سوسیالیستی است.